# 15427 Шабас
15427 Шабас (15427 Shabas) — астероїд головного поясу, відкритий 17 вересня 1998 року. Названо на честь українського астрофізика Шабас Наталії Леонідівни.

## Відкриття
Астероїд був виявлений 17 вересня 1998 року програмою з пошуку навколоземних об'єктів Ловеллівської обсерваторії на станції Андерсон Меса.
Пізніше були знайдені спостереження до відкриття, які простягались в минуле аж до 1980 року, коли цей астероїд відкривали й потім губили. У 2006 році Сансатуріо й Арратіа представили ототожнення 7 наборів спостережень астероїда Шабас як найвдаліший випадок застосування свого алгоритму сканування баз даних та ідентифікації астероїдів.

## Назва
Названий на честь науковиці-астрофізика Наталії Леонідівни Шабас (4 квітня 1969 — 19 жовтня 2003), яка працювала в Астрономічній обсерваторії Київського університету, досліджувала комети. У 2003 році під керівництвом Клима Чурюмова захистила кандидатську дисертацію. Невдовзі загинула. За пропозицією Чурюмова, після смерті астероїд назвали її ім'ям.